# IG-55
Ne doit pas être confondu avec Aragonite.

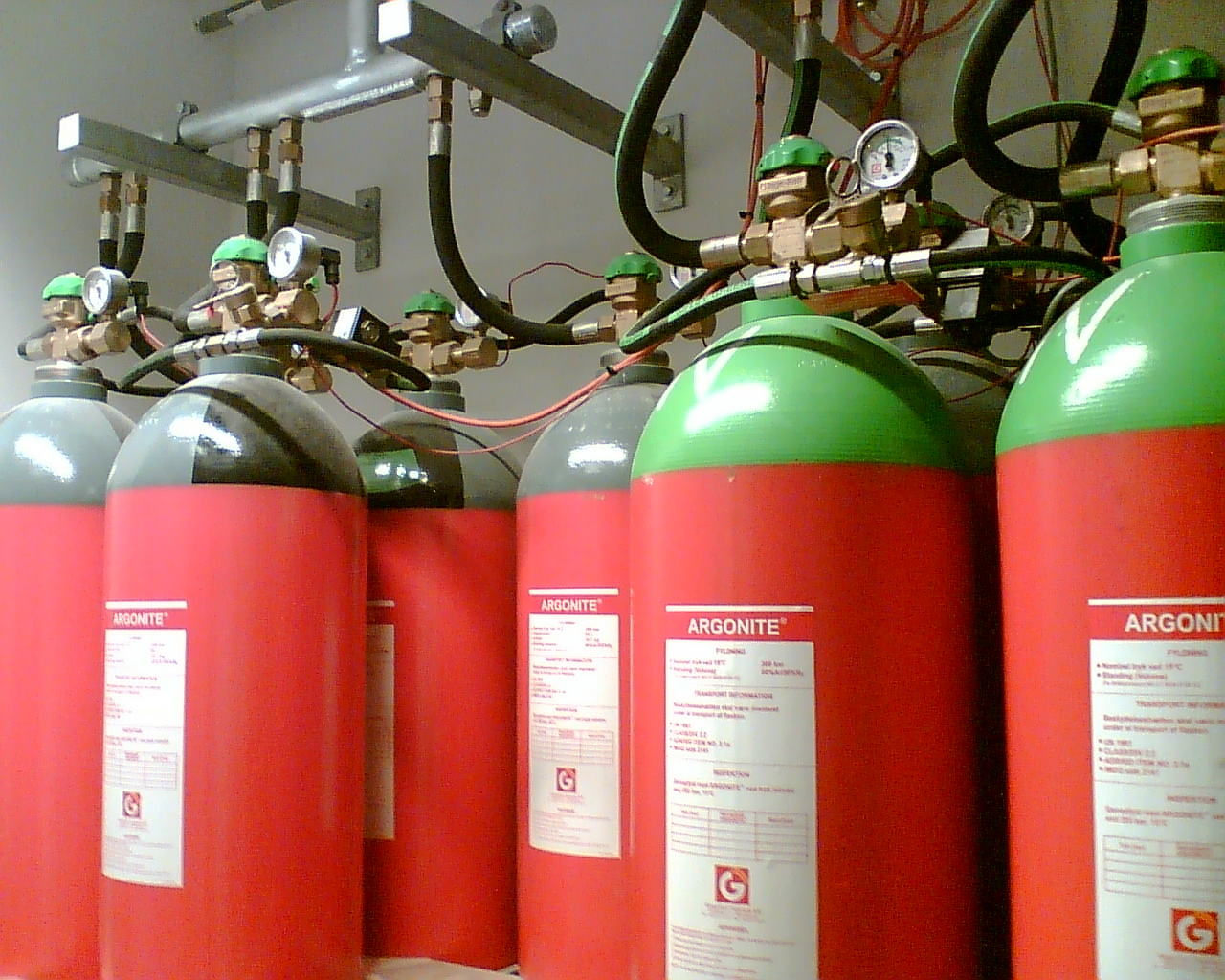
Argonite utilisé dans la lutte contre les incendies.

L’IG-55 (IG pour inert gas, « gaz inerte »), également appelé argonite par antonomase, est un gaz inerte utilisé dans les systèmes de prévention des incendies. Il est composé pour moitié d'argon (Ar) et de diazote (nitrogen en anglais, N2). Ses dénominations commerciales sont Argonite (Kidde Fenwal, groupe Carrier), Argonaex (Aguilera), Natura (Kidde Fenwal), A2+ (Groupe Desautel),…
Du fait de sa composition:
- il peut être utilisé sur des appareils électriques sous tension (feux d'origine électrique), contrairement à l'eau (l'argon et le diazote sont non conducteurs) ;
- il est chimiquement neutre (l'argon et le diazote sont deux gaz totalement inertes), et donc ne réagit pas avec d'autres composés, ce qui peut être utile lorsque du matériel délicat (matériel informatique, bandes magnétiques, etc.) est présent sur le lieu de l'incendie ; il ne laisse aussi aucune trace, contrairement au dioxyde de carbone (neige carbonique) ;
- s'agissant de gaz inertes, ils présentent un risque d'anoxie en cas d'inhalation importante, nécessitant des précautions d'utilisation dans des locaux accueillant du personnel ou du public.